# لجنة الدروس المستفادة والمصالحة
كانت لجنة الدروس المستفادة والمصالحة لجنة تحقيق عينها الرئيس السريلانكي ماهيندا راجاباكسا في مايو 2010 بعد الحرب الأهلية التي استمرت 26 عامًا في سريلانكا للعمل كلجنة الحقيقة والمصالحة. وكلفت اللجنة بالتحقيق في الحقائق والظروف التي أدت إلى فشل اتفاق وقف إطلاق النار الذي بدأ العمل به في 27 فبراير 2002، الدروس التي يجب تعلمها من تلك الأحداث والتدابير المؤسسية والإدارية والتشريعية التي يجب اتخاذها لمنع تكرار مثل هذه المخاوف في المستقبل، وتعزيز الوحدة الوطنية والمصالحة بين جميع الطوائف. بعد تحقيق دام 18 شهرًا، قدمت اللجنة تقريرها إلى الرئيس في 15 نوفمبر 2011. تم نشر التقرير في 16 ديسمبر 2011، بعد عرضه على البرلمان.
وخلصت اللجنة إلى أن الجيش السريلانكي لم يستهدف المدنيين عمداً، لكن نمور تحرير تاميل إيلام انتهكت مراراً القانون الإنساني الدولي. وبحسب اللجنة، أعطى الجيش «أعلى أولوية» لحماية المدنيين في حين أن نمور التاميل «لم يحترموا حياة الإنسان». واعترفت اللجنة بأن المدنيين قتلوا على يد الجيش السريلانكي، وإن كان ذلك عن طريق الخطأ، مما يتعارض مع خط الحكومة بأنه لم تقع إصابات بين المدنيين. ومع ذلك، تلقت اللجنة بعض أدلة شهود العيان التي تدعي الإساءة من قبل الجيش والتي تبرر إجراء مزيد من التحقيق، وإذا لزم الأمر، ملاحقة الجناة. واعترفت اللجنة بقصف المستشفيات، مما أدى إلى «إصابات مدنية كبيرة»، لكنها لم تذكر من المسؤول عن القصف. ألقت اللجنة باللوم على السياسيين السنهاليين والتاميل في التسبب في الحرب الأهلية: فشل السياسيون السنهاليون في تقديم حل مقبول لشعب التاميل وقام السياسيون التاميل بإثارة الانفصالية المتشددة.
تعرضت اللجنة لانتقادات شديدة من قبل مجموعات حقوق الإنسان الدولية، وفريق خبراء الأمم المتحدة وغيرهم بسبب تفويضها المحدود، زعم عدم الاستقلال وفشلها في تلبية الحد الأدنى من المعايير الدولية أو توفير الحماية للشهود. يعتقد هؤلاء النقاد أن الحكومة السريلانكية كانت تستخدم اللجنة كأداة لمنع إجراء تحقيق دولي مستقل في الانتهاكات المزعومة. ونتيجة لذلك، رفضت منظمة العفو الدولية وهيومن رايتس ووتش ومجموعة الأزمات الدولية المثول أمام اللجنة.

## الخلفية
تحولت التوترات بين الطائفتين السنهالية والتاميلية في سريلانكا إلى حرب واسعة النطاق بين الحكومة السريلانكية وجبهة نمور تحرير تاميل إيلام في عام 1983. في عام 2002، وقعت الحكومة وجبهة نمور تحرير تاميل إيلام وقف إطلاق نار بوساطة نرويجية. استأنف كل من نمور التاميل والحكومة القتال في عام 2006، وانسحبت الحكومة رسمياً من وقف إطلاق النار في عام 2008. بعد عنف في الأشهر القليلة الماضية، في مايو 2009، قتلت الحكومة زعيم نمور تحرير تاميل إيلام فيلوبيلاي برابهاكاران وأعلنت إنهاء الحرب الأهلية. بعد انتهاء الحرب، تصاعد الضغط الدولي على الحكومة للتحقيق في المراحل النهائية من الحرب الأهلية، حيث زُعم أن الآلاف من المدنيين، ربما قتل ما يصل إلى 40,000. على مدار الحرب بأكملها، كان هناك ما بين 60,000 و 100,000 حالة وفاة. كانت هناك دعوات للنظر في الأسباب الجذرية للحرب الأهلية والمصالحة الهادفة. رفضت الحكومة السريلانكية الدعوات لإجراء تحقيق دولي مستقل ولكن بدلاً من ذلك في 15 مايو 2010، بعد عام تقريبًا من نهاية الحرب الأهلية، عين الرئيس راجاباكسا لجنة الدروس المستفادة والمصالحة لإلقاء نظرة على الصراع الذي عانت منه سريلانكا لمدة 26 عامًا. تأسست أمانتها في معهد لاكشمان كاديرجامار للعلاقات الدولية والدراسات الاستراتيجية في كولومبو. كانت جلسات اللجنة، التي بدأت في 11 أغسطس 2010، علنية ومفتوحة لوسائل الإعلام، ما لم يطلب الشاهد خلاف ذلك.